# Đô thị tại Đồng Tháp
Đô thị tại Đồng Tháp là những Thành phố, thị xã, thị trấn và trung tâm các xã được cơ quan nhà nước có thẩm quyền ra quyết định công nhận.
Hiện tại tỉnh Đồng Tháp có 4 loại đô thị: loại II, loại III, loại IV và loại V. Trong đó gồm: 2 đô thị loại II, 1 đô thị loại III, 3 đô thị loại IV và 11 đô thị loại V 

## Danh sách các đô thị
Tính đến hiện nay tỉnh Đồng Tháp có 20 đô thị gồm 3 thành phố, 9 thị trấn và 8 xã đô thị loại V.
| Số thứ tự | Tên đô thị       | Kiểu đô thị | Loại đô thị | Năm công nhận | Hành chính     | Diện tích (km²) | Dân số (người) | Mật độ dân số (người/km²) | Năm thành lập |
| --------- | ---------------- | ----------- | ----------- | ------------- | -------------- | --------------- | -------------- | ------------------------- | ------------- |
| 1         | Cao Lãnh         | Thành phố   | II          | 2020          | 8 phường, 7 xã | 107             | 164.835        | 1.541                     | 2007          |
| 2         | Sa Đéc           | Thành phố   | II          | 2018          | 6 phường, 3 xã | 60              | 106.198        | 1.770                     | 2013          |
| 3         | Hồng Ngự         | Thành phố   | III         | 2018          | 5 phường, 2 xã | 121,84          | 100.610        | 826                       | 2020          |
| 4         | Lấp Vò           | Thị trấn    | IV          | 2011          |                | 4,45            | 10.284         | 2.311                     | 1999          |
| 5         | Mỹ An            | Thị trấn    | IV          | 2010          |                | 18,44           | 19.255         | 1.044                     | 1999          |
| 6         | Mỹ Thọ           | Thị trấn    | IV          | 2014          |                | 8,86            | 13.808         | 1.558                     | 1999          |
| 7         | Cái Tàu Hạ       | Thị trấn    | V           | 1988          |                | 4,5             | 10.911         | 2.425                     | 1988          |
| 8         | Lai Vung         | Thị trấn    | V           | 1994          |                | 7,48            | 10.958         | 1.465                     | 1999          |
| 9         | Sa Rài           | Thị trấn    | V           | 1989          |                | 7               | 9.003          | 1.286                     | 1989          |
| 10        | Thường Thới Tiền | Thị trấn    | V           | 2018          |                | 15,83           | 12.824         | 810                       | 2019          |
| 11        | Thanh Bình       | Thị trấn    | V           | 1987          |                | 7,71            | 11.909         | 1.545                     | 1987          |
| 12        | Tràm Chim        | Thị trấn    | V           | 1994          | 5 khóm         | 11,4            | 10.761         | 944                       | 1994          |
| 13        | Trường Xuân      | Xã          | V           | 2013          |                | 66,62           | 9.500          | 143                       | 1980          |
| 14        | Vĩnh Thạnh       | Xã          | V           | 2012          | 6 ấp           | 30,62           | 16.688         | 545                       | 1996          |
| 15        | Định Yên         | Xã          | V           | 2012          |                | 18,12           | 17.585         | 970                       | 1984          |
| 16        | Mỹ Hiệp          | Xã          | V           | 2016          |                | 23,35           | 11.443         | 490                       | 1983          |
| 17        | Tân Thành        | Xã          | V           | 2020          | 7 ấp           | 17,9            | 23.109         | 1.291                     | 1989          |
| 18        | Mỹ An Hưng B     | Xã          | V           | 2020          |                | 23,8            | 16.913         | 742                       | 1988          |
| 19        | Tân Khánh Trung  | Xã          | V           | 2020          |                | 19,05           | 16.802         | 882                       | 1989          |
| 20        | An Long          | Xã          | V           | 2020          | 6 ấp           | 19,68           | 14.207         | 722                       | 1983          |